# Марчіана
Марчіана (італ. Marciana) — муніципалітет в Італії, у регіоні Тоскана,  провінція Ліворно.
Марчіана розташована на відстані близько 220 км на північний захід від Рима, 145 км на південний захід від Флоренції, 90 км на південь від Ліворно.
Населення — 2223 особи (2014).

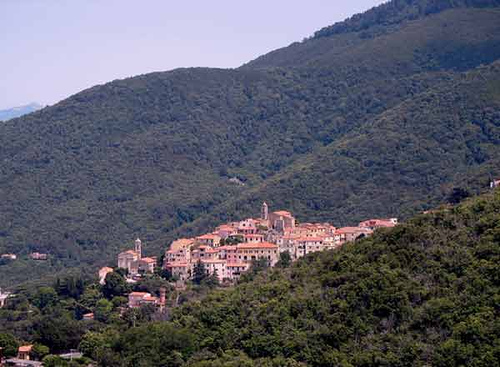

Щорічний фестиваль відбувається 25 листопада. Покровитель — Santa Caterina d'Alessandria.

## Демографія
Населення за роками:

Станом на 1 січня 2023 року в муніципалітеті офіційно проживали 133 іноземці з 33 країн, серед них 65 громадян країн Євросоюзу та 11 громадян України.

## Сусідні муніципалітети
- Кампо-нелл'Ельба
- Марчіана-Марина
- Портоферрайо